# Зарнисор (Вахшский район)
Зарнисор (тадж. Зарнисор, до 2024 года — Кировский) — посёлок городского типа в Хатлонской области Таджикистана, входит в Вахшский район. Расположен в 8 км от железнодорожной станции Бохтара.
Статус посёлка городского типа с 1938 года. До 1970-х годов посёлок носил официальное название Совхоз имени Кирова. По данным БСЭ в посёлке имелись хлопкоочистительный завод и свиноферма.

## Население
| 1959   | 1970   | 1979 | 1989 | 2013 | 2015 | 2019 | 2020 | 2021 | 2022 |
| ------ | ------ | ---- | ---- | ---- | ---- | ---- | ---- | ---- | ---- |
| 10 281 | 12 600 | 2682 | 4185 | 4700 | 5500 | 5700 | 5700 | 5600 | 5800 |